# Jean-Denis Bredin
Jean-Denis Bredin (* 17. Mai 1929 in Paris; † 1. September 2021 in Paris) war ein französischer Rechtsanwalt, Schriftsteller und Hochschullehrer.

## Werdegang
Bredin studierte Rechtswissenschaften und konnte dieses Studium 1957 erfolgreich mit einer Promotion abschließen. Bereits während seines Studiums versuchte er sich an literarischen Texten, welche dann mit den Jahren ein immer größerer und wichtigerer Schwerpunkt neben seinem juristischen Schaffen wurden.
1951 wurde Bredin in die Conférence du stage aufgenommen und wirkte auch einige Zeit als deren leitender Sekretär. 1967 nahm er einen Ruf an die Universität Lille an. Als Parteigänger von Edgar Faure unterstützte er diesen ab Mai 68 bei dessen Reformbemühungen. 1969 wechselte Bredin an die Sorbonne nach Paris und blieb dort bis zu seiner Emeritierung im Jahre 1993. Als solcher fungierte er zwischen 1982 und 1986 als leitender Vorstand der Bibliothèque nationale de France.
Als Nachfolger der Schriftstellerin Marguerite Yourcenar wurde er am 15. Juni 1989 in die Académie française aufgenommen (Fauteuil 3).

## Werke (Auswahl)
Sachbücher

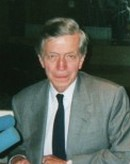
Jean-Denis Bredin

- Bernard Lazare. La Fallois, Paris 1992, ISBN 2-253-90424-4.
- Éclats. Simoën, Paris 1978 (zusammen mit Jack Lang und Antoine Vitez)
- Sieyès. La clé de la revolution française. La Fallois, Paris 1989, ISBN 2-877-06-014-4.
- Joseph Caillaux. Hachette, Paris 1985, ISBN 2-07-032294-7.
- On ne meurt qu’une fois. Charlotte Corday. Fayard, Paris 2006, ISBN 2-213-62850-5.
- La république de M. Georges Pompidou. Julliard, Paris 1974, ISBN 2-213-00116-2.
- Un tribunal au garde-à-vous. Le procès de Pierre Mendès France, 9 mai 1941. Fayard, Paris 2002, ISBN 2-213-60873-3.

Belletristik
- L’absence. Gallimard, Paris 1986, ISBN 2-07-070755-5.
- L’affaire. Julliard, Paris 1998, ISBN 2-213-03138-X.
- Comédie des apparences. Edition Jacob, Paris 1994 ISBN 2-7381-0264-6.
- Un coupable. Gallimard, Paris 1985, ISBN 2-07-070384-3.
- Encore un peu de temps. Gallimard, Paris 1996, ISBN 2-07-040297-5.
- Un enfant sage. Gallimard, Paris 1990, ISBN 2-07-071932-4.
- La tâche. Gallimard, Paris 1988, ISBN 2-07-071307-5.